# Roger Fulchiron
Roger Fulchiron, né le 23 mars 1903 à Saint-Étienne et mort le 7 mars 1990 à Lyon, est un avocat et homme politique français.

## Biographie
Licencié en droit et diplômé en droit public et économie politique, il s'inscrit au barreau de Lyon en 1929. Membre du conseil de l'ordre. 
Il est 1er adjoint délégué au maire de Lyon, conseiller général du 10e canton de Lyon, puis député du Rhône de 1957 à 1962(CNI).
Administrateur des Hospices Civils de Lyon, président du conseil d'administration de l'hôpital psychiatrique du Vinatier et du Centre psychothérapie de Saint Cyr au Mont d'Or. Administrateur des Autoroutes du Sud de la France. 
En 1957, il devient le représentant de la France au Conseil de l'Europe et à l'Assemblée de l'Union occidentale.